# Dia
Dia — свободный кроссплатформенный редактор диаграмм, часть GNOME Office, но может быть установлен независимо. Он может быть использован для создания различных видов диаграмм: блок-схем алгоритмов программ, древовидных схем, статических структур UML, баз данных, диаграмм сущность-связь, радиоэлектронных элементов, потоковых диаграмм, сетевых диаграмм и других.
Dia расширяема новыми наборами объектов, которые описываются с помощью файлов в формате, основанном на XML.

## Возможности
- Поддержка диаграмм потоков, структурных диаграмм и т. д.
- Экспорт в Postscript
- Загрузка и сохранение в формате XML

Надстройки:
- AutoDia — автоматическое создание UML-схем из программного кода
- Dia2Code — автоматическое преобразование UML-схем в программный код

## Поддержка экспортируемых форматов
Dia позволяет экспортировать и сохранять диаграммы во множество перечисленных форматов:
- EPS (Encapsulated PostScript)
- SVG (Scalable Vector Graphics)
- DXF (Autocad’s Drawing Interchange format)
- CGM (Computer Graphics Metafile defined by ISO standards)
- WMF (Windows Metafile)
- PNG (Portable Network Graphics)
- JPEG (Joint Photographic Experts Group)
- VDX (Microsoft’s XML for Visio Drawing)